# Deon Butler
Vincent Deon Butler (Fairfax, 4 gennaio 1986) è un ex giocatore di football americano statunitense che ha militato nel ruolo di wide receiver nella National Football League (NFL).
Fu scelto dai Seattle Seahawks nel corso del terzo giro del Draft NFL 2009. Al college ha giocato a football a Penn State.

## Carriera

### Seattle Seahawks

#### Stagione 2009
I Seattle Seahawks scelsero Butler al terzo giro (91º assoluto) del Draft 2009. Essi cedettero ai Philadelphia Eagles una scelta del quinto e del settimo giro oltre a una scelta del terzo giro del Draft NFL 2010 per riuscire ad assicurarsi Butler. L'interesse verso Butler è da spiegarsi in parte con le conversazioni avute con l'ex compagno di Butler al college, Aaron Maybin, durante i colloqui pre-draft a Seattle. Egli firmò un contratto quadriennale del valore di 3,2 milioni di dollari il 24 luglio 2009, il quale comprendeva 680.750 dollari di bonus alla firma.
Butler concluse la sua stagione da rookie giocando tutte e 16 le partite della stagione regolare, non partendo mai da titolare e non segnando alcun touchdown.

#### Stagione 2010
Nella stagione 2010, Butler ricevette il suo primo passaggio da touchdown il 12 settembre 2010 contro i San Francisco 49ers. Fu la sua unica presa della partita e misurò 13 yard. Il suo secondo touchdown arrivò contro i Chicago Bears. Dopo che Deion Branch tornò ai New England Patriots, Butler fu nominato titolare, solo per perdere il posto qualche settimana dopo in favore del compagno Ben Obomanu. Egli fu messo nella lista infortunati dopo esserci rotto una gamba durante una presa da touchdown contro i San Francisco 49ers nella settimana 14.

#### Stagione 2011
Di ritorno dal suo gravissimo infortunio, Butler riuscì a giocare solo le ultime 5 partite della stagione 2011, senza mai partire da titolare, accumulando solo 51 yard totali su 6 ricezioni.